# Informatiker
Informatiker ist eine allgemeine Berufsbezeichnung für Personen, die im Bereich der Informationstechnik (IT) tätig sind, dort forschen oder die Erkenntnisse der Informatik anwenden. Zu den Tätigkeiten gehören zum Beispiel die Softwareentwicklung und die Systemanalyse. Manche Informatiker untersuchen ausschließlich Probleme theoretischer Natur. Softwareentwickler und Informationstechniker lösen eher praktische Probleme im konkreten Anwendungskontext.

## Berufsgeschichte
Die Geschichte der modernen Datenverarbeitung beginnt mit der Verarbeitung großer Datenmengen. Dabei wurde eine Vielzahl von Programmiersprachen entwickelt, die an den jeweiligen Aufgaben und den zur Verfügung stehenden technischen Mitteln orientiert waren. Um 1965 zählte man rund 1700 Programmiersprachen. Seit der Entwicklung von Algol 60 (1958–1963) war der Übersetzerbau Schwerpunkt der Informatik. Programmierer und viele andere Spezialberufe entwickelten sich in dieser Branche, viele hatten Mathematik oder Betriebswirtschaft studiert. Im Wintersemester 1969/70 bot die Universität Karlsruhe (heute Karlsruher Institut für Technologie) als erste bundesdeutsche Hochschule ein Informatikstudium an, das mit dem Grad „Diplom-Informatiker“ absolviert werden konnte.

## Deutschland

### Ausbildung
Durch den Abschluss eines Informatikstudiums an Hochschulen können akademische Grade wie Diplom, Bachelor oder Master erworben werden. Das Informatikstudium ist Grundlage für anwendungsorientierte Berufe wie den des Softwareentwicklers, ein Master- oder Diplom-Abschluss qualifiziert zudem für eine Forscherkarriere in der Wissenschaft oder Industrie.
In der Informationstechnik (IT) kann an Berufsakademien, Berufsfachschulen und -kollegs der Abschluss Staatlich geprüfter Informatiker erworben werden oder an einigen Berufsakademien die staatliche Abschlussbezeichnung Diplom (BA), welcher kein akademischer Grad ist. Der akademische Grad Bachelor of Science (kurz: B.Sc.) wird üblicherweise an einer Universität oder Fachhochschule erworben. Unter den IT-Berufen gibt es weitere anerkannte Ausbildungsberufe, wie den Fachinformatiker.

### Berufsverbände
Für die Interessen von Informatikern setzt sich die Gesellschaft für Informatik mit rund 20.000 Mitgliedern ein.
Eine Vereinigung selbständig tätiger Informatiker ist der Deutsche Bundesverband Informationstechnologie für Selbständige (DBITS).

## Österreich
In Österreich benötigt man ein Informatikstudium, den Abschluss einer Höheren Technischen Lehranstalt (HTL) oder den Abschluss einer Lehre als Informationstechnologe.

### Lehrabschluss
Die Lehrabschlussprüfung wird durch die örtliche Wirtschaftskammer durchgeführt. Voraussetzung für eine Anmeldung ist ein bestehendes Lehrverhältnis, ein Abschlusszeugnis der Berufsschule und ein Nachweis über die hinterlegte Prüfungsgebühr. Eine außerordentliche Zulassung zur Lehrabschlussprüfung (z. B. im zweiten Bildungsweg oder bei Lehrplatzverlust) ist möglich.
Die Lehrabschlussprüfung besteht aus einem theoretischen und einem praktischen Teil. Ist die letzte Klasse der Berufsschule nicht erfolgreich abgeschlossen worden, muss zusätzlich zur Prüfung auch noch der schriftliche Teil der Lehrabschlussprüfung abgelegt werden.

## Schweiz

### Berufliche Grundbildung
In der Schweiz tragen die in Deutschland als Fachinformatiker bekannten Ausbildungsberufe ebenfalls die Bezeichnung Informatiker, genauer Informatiker EFZ. So trägt man nach Abschluss der Ausbildung in der Schweiz am Beispiel der Fachrichtung Systemtechnik den Titel „Informatiker EFZ Fachrichtung Systemtechnik“ (siehe Abschnitt Schweiz im Artikel Fachinformatiker).

### Höhere Berufsbildung
Außerhalb des Hochschulbereichs gibt es folgende Qualifikationen und Abschlüsse:
- Höhere Fachschule:
  - dipl. Wirtschaftsinformatiker HF
  - dipl. Techniker HF Informatik

- Berufsprüfung:
  - Informatiker mit eidg. Fachausweis[3]
  - ICT-Applikationsentwickler mit eidg. Fachausweis[4]
  - ICT-System- und Netzwerktechniker mit eidg. Fachausweis[5]
  - Wirtschaftsinformatiker mit eidg. Fachausweis[6]
- Höhere Fachprüfung:
  - Informatiker mit eidg. Diplom[7]

## Frauenanteil
Der Berufsbereich gilt inzwischen als klassische Männerdomäne. Der Frauenanteil bei Ausbildung und Berufsausübung in den drei deutschsprachigen Ländern 2010 lag unter 29 %. Der Artikel „Frauen in der Informatik“ beschreibt, welche Rollen Frauen im Entwicklungsverlauf der Informatik eingenommen haben.

## Aufstiegschancen
Aufstiegschancen von Informatikerinnen und Informatikern in Führungspositionen hat der Soziologe Michael Hartmann 1994 untersucht und in seinem Beitrag Informatiker in Führungspositionen – Voraussetzungen für eine Managementkarriere rückblickend festgestellt, dass ihnen bis zum Beginn der 90er Jahre „nur in einem deutlich unterdurchschnittlichen Maße der Aufstieg ins Management gelungen“ gewesen sei und es sich bei den wenigen Aufsteigern um Informatiker gehandelt habe, „die aus oberen Gesellschaftsschichten (Unternehmer, akademische Freiberufler, Manager, höhere Beamte) stammten“. Zentrales Auswahlkriterium sei hier jeweils die „persönliche Eigenschaft ‚Führungsfähigkeit‘ für die Besetzung von Managementpositionen“ gewesen, die Informatikern aber im Untersuchungszeitraum „generell in geringerem Maße zugesprochen [wurde] als anderen Akademikergruppen wie etwa Juristen oder Ingenieuren“, was ihre relativ geringe Repräsentanz im Management erkläre.